# Restrepo (film)
Pour les articles homonymes, voir Restrepo.
Série
Korengal
(2014)
Pour plus de détails, voir Fiche technique et Distribution.
Restrepo est un film documentaire américain de 2010 sur la guerre d'Afghanistan réalisé par Sebastian Junger et Tim Hetherington.

## Synopsis
Le documentaire suit pendant 15 mois le deuxième peloton, compagnie B, deuxième bataillon, 503e régiment d'infanterie, 173e brigade aéroportée, une unité combattante américaine stationnée dans la vallée de Korengal, région stratégique située dans la province de Kunar, à l'est de l'Afghanistan, à proximité immédiate de la frontière avec le Pakistan. L'avant-poste avancé, nommé Restrepo en hommage au technicien médical militaire Juan Sebastián Restrepo (en), tué en début de déploiement, devient le point central de leurs opérations dans cette vallée surnommée la « vallée de la mort ». Le film se concentre sur la vie quotidienne des soldats, entre combats, patrouilles à haut risque et interactions tendues avec les populations locales.
Avec une approche apolitique, Restrepo met en lumière les défis physiques et psychologiques auxquels sont confrontés ces soldats, isolés dans une zone montagneuse où ils font face à des attaques quasi constantes. Le documentaire capture également les liens de camaraderie entre les membres de l'unité, tout en reflétant les traumatismes et les doutes engendrés par cette guerre.

## Fiche technique
- Titre : Restrepo
- Réalisation : Tim Hetherington, Sebastian Junger
- Photographie : Tim Hetherington et Sebastian Junger
- Montage : Michael Levine
- Production : Tim Hetherington et Sebastian Junger
- Société de production : Outpost Films, Virgil Films & Entertainment et Passion Pictures
- Société de distribution : National Geographic Entertainment (États-Unis)
- Pays :  États-Unis
- Genre : Documentaire
- Durée : 93 minutes
- Dates de sortie : 
  -  États-Unis : 6 août 2010